# La noche es para mí
La noche es para mí (The Night Is For Me) är en sång med den spanska sångaren Soraya. Låten representerade Spanien i Eurovision Song Contest 2009, som gick av stapeln i Moskva, Ryssland den 16 maj 2009. Musiken är komponerad av Irini Michas, Dimitri Stassos och Jason Gill, och texten är skriven av Felipe Pedroso.  